# 日本樹蛙
日本樹蛙又稱日本溪樹蛙，日本河鹿樹蛙，温泉蛙，是樹蛙科溪樹蛙屬的一個不會爬樹的樹蛙物種。其种加词“japonica”意为“日本的”。體型較其他樹蛙小，而雌性的日本樹蛙比雄性樹蛙稍大，成年的雄性長2.5至3公分，雌性長3至4公分，而其頭部的寬度約相等於全身的寬度。牠們身體背面有一些小顆粒突起，表面極其粗糙，牠們其中一個明顯的特徵是其背部的中央近肩胛的地方有一對短棒狀突起。日本樹蛙的身體顏色會隨著環境而變化，一般有三種不同色系的變色方式，即鉛灰色、淡褐色或黃褐色三種色系。

## 命名
日本樹蛙並非日本的特有種，牠們也能在日本周邊地區見到。最初，牠們的命名標本是採集自日本，因此牠們被命名為「日本樹蛙」，但其實牠們僅分佈於台灣及日本琉球群島，近日研究顯示，日本樹蛙從遺傳上來看，從宜蘭縣往西，台灣的西北部平原一直到雲林以北，原則上都是「正宗」的日本樹蛙。但花東地區和台灣南部的樹蛙，在遺傳上與前者差距多達16%以上，一群過去可能以為是日本樹蛙的族群，透過DNA鑑定，獨立出不同族群，並命名發表為新種「太田樹蛙」。

## 特徵
日本樹蛙的蝌蚪一般呈淺灰色，身體呈橢圓形，尾巴幼而長，其長度達其身軀的兩倍以上，也有一些較深色的橫蚊。在蝌蚪期之後，日本樹蛙踏入成年期，這時，一隻成年的雄性日本樹蛙可長達3公分，而雌性一般比雄性稍大一點，可長達4公分。牠們的吻端鈍而圓，頭部的長度約相等於頭部的寬度，上下唇均有呈黑色的橫帶。牠們的背部可隨環境而變為鉛灰色、淡褐色或黃褐色。牠們的雙眼之間有一道深色的橫帶，背部的花紋可呈X型或H型，其背部的中央近肩胛的地方有一對短棒狀突起。牠們身體背面有一些小顆粒突起，表面極其粗糙。牠們的體側呈灰黑色或深棕色，而腹部則呈白色或淡黃色，其表面光滑，但也跟背部一樣有一些小顆粒突起。牠們的前腿及後腿均帶有深色的橫帶，而前腿無蹼，後腿有蹼。雄性的日本樹蛙有單一咽下外鳴囊。

## 習性

### 生活史
雌性日本樹蛙在交配後會把卵產進溫泉高達攝氏40至50度的水中。這些卵會一直沉下水底，並黏在水底的植物上，直到卵中的蝌蚪在適當的時機破卵而出。蝌蚪在孵化後就會開始在水底進行覓食，牠們會大量進食水中的藻類和碎屑。直到發育中期，牠們會長出後腿，而牠們會繼續覓食，直到發育末期時，牠們會長出前腿，並一直把之藏在胸前的透明袋中，直到牠們接近變態的時候才會真正伸出來。在前腿伸出來後，這雙前腿就會擋住了牠們的鰓，令牠們再也不能使用鰓來呼吸，而是改用肺部和皮膚來呼吸。牠們的骨骼和身體中的消化系統亦在此時開始轉變，牠們的身體結構逐漸相似於一隻成年的日本樹蛙。但在這些變化完全發育完成之前，牠們是無法攝食的。在這情況下，牠們的尾部會隨著發育的時間而萎縮，萎縮時分解出來的養份就可以提供發育中的日本樹蛙蝌蚪作發育過程時的養份供給，而當牠們的尾部完全萎縮至消失時，牠們的身體亦已發育完成，此時牠們就已經成為一隻成年的日本樹蛙。若這發育時期食物充足的話，蝌蚪期為期約為30到40天。
蝌蚪期過後，日本樹蛙已踏入成年的階段，這時，牠們會在陸上四處覓食，並到達低海拔山區的小溝渠、小溪流中生活。2月時，正值日本樹蛙繁殖期的開始，日本樹蛙就會開始其求偶行動。當雌性的日本樹蛙物色了適合的雄性樹蛙後，牠們就會雙雙到溫泉較淺水的地方進行交配，然後雌性就會在溫泉的水中產下卵。

### 食物
成年日本樹蛙是肉食性動物，牠們的食物一般是以蚊、蠅、螞蟻等昆蟲為主；而日本樹蛙的蝌蚪一般為草食性，食物多以水中的藻類和碎屑為主。

### 行為
日本樹蛙屬於夜行性動物，一般會在黃昏和夜間活動。日本樹蛙有一種奇特的行為，就是利用溫泉作繁殖棲地。雌性的日本樹蛙在物色到適合的雄性後，牠們就會雙雙跳進溫泉較淺水的地方，並開始進行交配。這以後，雌性就會把其卵直接產進溫泉中，然後離開。在台灣北部的泰安溫泉、東部的知本溫泉均可找到牠們的足跡。

#### 繁殖
日本樹蛙的繁殖期大約是在每年的春夏兩季，一般約為2月到10月，而繁殖期的長短則視乎其所在之地區。其卵直徑約為1.2至1.4毫米，成體把卵產到水中後，這些卵會自己黏在水底的植物上，直到蝌蚪破卵而出。
日本樹蛙的蝌蚪一般呈淺灰色，身體呈橢圓形，尾巴幼而長，其長度達其身軀的兩倍以上，也有一些較深色的橫蚊。
日本樹蛙會利用溫泉作為牠們的繁殖棲地，這種行為在全球的所有蛙類中極為罕有。就因為牠們的這種罕見的行為，令牠們的蝌蚪在水中攝氏41 °C（106 °F）以上的高溫能生存下來，這顯示了日本樹蛙是一種耐高溫的物種。也就是由於牠們這樣的行為，人們為牠們取了另一個俗名——溫泉蛙。

## 保护
本种于2023年被收录入《有重要生态、科学、社会价值的陆生野生动物名录》。

## 外部連結
- 日本樹蛙的叫聲
- 【動物資料庫--兩生類--日本樹蛙】 - 太魯閣國家公園行動服務管理系統